# Segura de los Baños
Pour les articles homonymes, voir Segura (homonymie), Los Banos et Baños (homonymie).
Segura de los Baños est une commune d’Espagne, dans la Comarque de Cuencas Mineras, province de Teruel, communauté autonome d'Aragon.